# Max Berger (Alpinist)

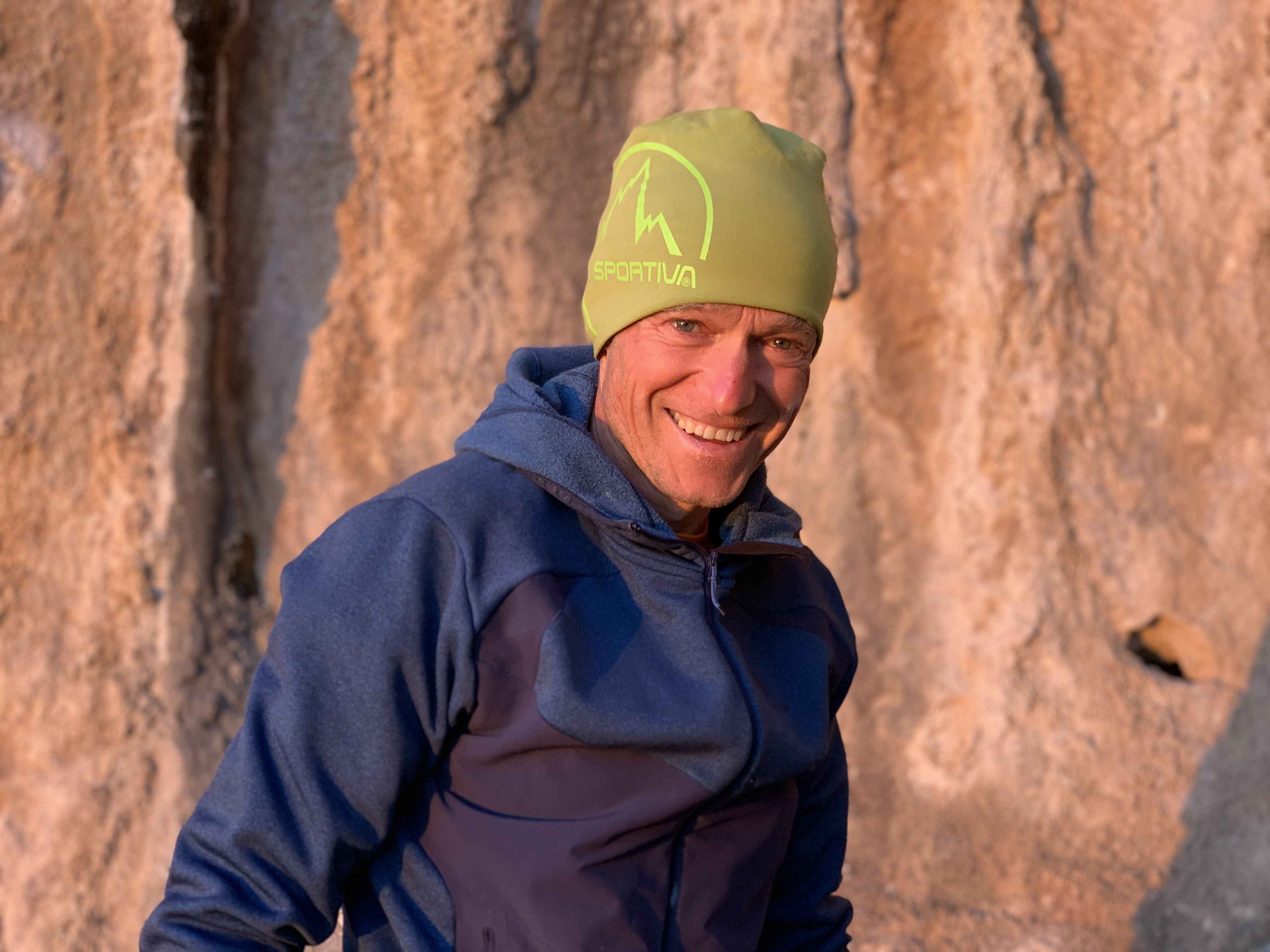
Max Berger (2021)

Max Berger (* 12. März 1969 in Kirchdorf an der Krems, Oberösterreich) ist ein österreichischer Alpinist und Kletterer. Er erregte 2019 Aufsehen durch seine Gleitschirmflüge von Broad Peak und K2 (nach Abbruch am Flaschenhals wegen Lawinengefahr) aus 8000 m.

## Alpinistische Laufbahn
Berger begann in früher Jugend mit dem Bergsteigen und Klettern, durchstieg bereits mit 20 Jahren in einer Woche die Nordwand der Gd. Jorasses, den Bonattipfeiler an der Dru und den Freneypfeiler am Mont Blanc. Er absolvierte 1992 die Ausbildung zum Berg- und Skiführer und war danach einige Jahre selbst als Ausbildner tätig. Als Bergführer durchstieg er die großen Nordwände der Alpen, u. a. mehrmals die Eiger-Nordwand. 2000 rief er den Eiskletterweltcup ins Leben und initiierte das moderne Eisklettern ohne Handschlaufen. Es gelangen ihm Erstbegehungen und Wiederholungen von Wasserfällen bis zum Grad VII (höchster Schwierigkeitsgrad im Eis).

## Expeditionen
- 1995 Cerro Torre, Patagonien Kompressor
- 1996 Nordgrat Ama Dablam, Khumbu, Nepal, erste Alpinstilbegehung
- 2000 Winterbesteigung des Mt. Fitz Roy Patagonien, Supercanaleta
- 2011 Mt. Fitz Roy Franco-Argentina, Cerro Standhardt Exocet, Aig. Poincenot (Patagonien)
- 2012 Nameless Tower, Karakorum, Pakistan, Slowenenroute; Cerro Torre, Patagonien, Westface Ragni
- 2018 Erstbesteigung eines 6500 m hohen Berges im Himal Pradesh Indien
- 2019 Besteigung des Broad Peak 8051 m Karakorum Pakistan mit anschließendem Gleitschirmflug ins Basislager; Besteigung des K2 über die Cesenroute, Abbruch am Flaschenhals wegen Lawinengefahr und Gleitschirmflug ins Basislager